# Théorie de la couleur

Cercle chromatique inspiré de celui de Johannes Itten.

La couleur, perception humaine d'un phénomène naturel, la lumière, a suscité de nombreuses constructions théoriques.
Les philosophes s'interrogent sur la couleur, propriété de l'objet auquel elle semble attachée, ou concept de la personne qui regarde. La première approche détermine les recherches de physique sur le spectre visible. La seconde, considérant la couleur d'abord comme un concept, débouche sur l'hypothèse de Sapir-Whorf, largement réfutée par des enquêtes ethnographiques sur les champs chromatiques.
Aucune des deux approches ne permet de définir la couleur : elles ignorent la perception. L'expérience des professionnels, teinturiers et artistes, formule des règles pratiques sur le mélange des couleurs obtenues par des pigments. La phénoménologie part de ces faits pour constituer une théorie des couleurs fondée sur la perception.
À l'âge industriel, la psychologie expérimentale établit des protocoles de mesure des perceptions, qui fondent la colorimétrie, dont le but n'est pas de constituer une théorie des couleurs, mais de relier les mesures physiques à des perceptions communes, afin de pouvoir affirmer avec sûreté que deux rayonnements lumineux donnés soit sont perçus identiquement par deux êtres humains quelconques, ou non ; ou bien de déterminer que deux signaux lumineux ne peuvent être confondus par deux personnes douées d'une vision normale, en toutes circonstances. Pour remplir ces objectifs limités, la colorimétrie a dû recourir à la physique, pour l'analyse spectrale, à l'expérience pratique et à la psychologie expérimentale pour la structure trichrome de la perception colorée, et à la phénoménologie pour les raffinements des modèles qui tiennent compte de l'interaction des couleurs.

## Définition
On considère généralement comme théorie de la couleur tout texte sur la couleur, quel que soit le domaine, esthétique, philosophique, scientifique. Ce qui définirait une théorie de la couleur a été peu ou pas discuté.
Pourtant, tout texte sur la couleur n'a pas nécessairement un caractère théorique. Une théorie doit proposer des concepts et un développement d'idées. Par exemple, Basic Color Terms: Their Universality and Evolution (1969) est une théorie anthropologique de la couleur, en ce qu'elle postule une évolution générale des termes de couleur, qu'on peut discuter, accepter ou rejeter, alors que beaucoup de publications intitulées Théorie de la couleur, sont des manuels qui compilent sans élaboration conceptuelle des systèmes existants et des conseils basés sur des choix esthétiques.
Ainsi l'Interaction des couleurs de Josef Albers (1960) comprend essentiellement des exercices, accompagnés d'une brève appréciation des théories sur la couleur.

## Explorations physiques
Newton en 1666 a été le premier à expliquer la décomposition de la lumière par un prisme et sa recomposition avec un second prisme. Il décompose le spectre lumineux, arbitrairement, en sept couleurs. Initialement, il distingue cinq couleurs, et ajoute plus tard, dans son ouvrage majeur sur la lumière (Opticks, 1702) l'orange et l'indigo par analogie avec les sept degrés de la gamme diatonique. Les croyances ésotériques et l'importance symbolique du nombre sept dans la religion et l'histoire (les sept péchés capitaux, les sept plaies d'Égypte, les sept lampes ardentes, les sept jours de la création, les sept jours de la semaine, les sept planètes, etc.) ont certainement contribué à ce choix arbitraire.

## Constructions trichromes
Les peintres et teinturiers savent depuis longtemps
- que certains produits colorants donnent des couleurs vives, c'est-à-dire à la fois claires et fortement colorées, qu'on ne peut pas imiter en mélangeant d'autres produits ;
- que le mélange de deux couleurs aboutit toujours à une couleur moins lumineuse ;
- que le mélange de deux couleurs ennemies, comme le rouge et le vert, l'orange et le bleu, le jaune et le mauve, donne du brun foncé ou du noir ;
- que trois couleurs, qui ne soient ni proches ni ennemies, suffisent pour obtenir un ensemble très varié, englobant toutes les couleurs qui ne sont pas trop vives.

Dans l'expérience des professionnels de la couleur, ces considérations sont inévitablement mêlées à celles sur la chimie des couleurs. Mélanger des colorants, c'est permettre leur action chimique l'un sur l'autre, avec, dans certains cas, des incompatibilités aboutissant à des dégradations, rapides ou lentes, de la couleur.
Lorsque les professionnels parviennent à séparer la question de la chimie et celle de la couleur, leurs savoirs pratiques se résument dans la construction d'un cercle chromatique, dont la disposition d'ensemble est toujours identique, avec les bleus opposés aux jaunes et les rouges aux verts.
En 1725, Jacob Christoph Le Blon produit la première impression en couleurs trichrome, qu'il lance en profitant de l'actualité des âpres discussions sur l'optique de Newton.

### Colorimétrie
En 1802, Young recompose la lumière blanche à partir de trois lumières, rouge, verte et bleue. Il postule l'existence de trois récepteurs différents dans l'œil humain.
Hermann von Helmholtz développe et vérifie expérimentalement les travaux de Young.
Maxwell mesure en 1853 la quantité de lumière blanche qu'il faut ajouter à une lumière monochromatique pour égaliser un mélange de deux primaires monochromatiques. Il constate que cette mesure est relativement faible.
Le triangle de Maxwell représente une première construction colorimétrique.
La Commission internationale de l'éclairage organise la coordination des recherches en photométrie et colorimétrie pour obtenir une série de systèmes de description des couleurs basés sur l'analyse spectrale de la lumière et le calcul de trois composantes.

## Théories perceptives
Johann Wolfgang von Goethe s'oppose vigoureusement aux théories de la couleur (Farbentheorie) fondées sur les expériences de Newton de décomposition de la lumière blanche dans son Traité des couleurs (Farbenlehre, litt. Leçons sur la couleur) de 1810, s'appuyant sur l'expérience des professionnels et la réflexion sur ses propres perceptions.
En 1828, puis plus systématiquement en 1839, le chimiste Michel-Eugène Chevreul énonce la loi du contraste simultané des couleurs et produit un espace de couleurs hémisphérique illustré par des échantillons.
En 1835 un autre chimiste, George Field, opposé à la trichromie, publie sa Chromatography.
Ignorant délibérément les recherches physiques sur la lumière, au profit de la psychologie expérimentale de la perception, Ewald Hering publie en 1878 son Lehre vom Lichtsinn, où il constate que la perception des couleurs s'organise selon trois axes, l'un de clarté, les deux autres opposant respectivement le bleu et le jaune et le rouge et le vert.
De 1959 à 1970, Edwin H. Land élabore sa théorie Retinex du système visuel, incluant le traitement cérébral.

## Philosophies de la couleur
La difficulté à définir avec précision la couleur a engagé de nombreux philosophes à réfléchir à la question (Romano 2010).
Arthur Schopenhauer a travaillé en parallèle avec Goethe dans le premier quart du XIXe siècle.
Parmi les modernes il faut citer Ludwig Wittgenstein.
Pour l'approche écologique de la perception visuelle de James J. Gibson, la couleur est un phénomène de communication entre espèces. La perception colorée se produit lorsqu'au moins deux espèces sont en relation dans un environnement. Par exemple, les insectes pollinisateurs se nourrissent des fleurs, et les fleurs se reproduisent grâce à leur activité. La capacité des premiers à détecter les seconds profite aux deux. La production d'un spectre de réflexion favorisant la détection par une espèce pollinisatrice, et conjointement le développement d'une capacité à détecter cette caractéristique procure un avantage évolutif aux deux espèces (Thompson 1995).